# Frontiera între Republica Moldova și România
Frontiera terestră între România și Republica Moldova este o frontieră internațională care delimitează teritoriile României și Republicii Moldova. Ea constituie una dintre limitele estice ale Uniunii Europene de după extinderea survenită în 2007.

## Caracteristici
Granița româno-moldoveană are o lungime de 681,3 km, fiind în întregime o frontieră fluvială care urmează cursul nord-nord-vest/sud-sud-est al Prutului între două colțuri pe care le formează cu frontierele româno-ucraineană și moldo-ucraineană:
- 48°15′50″N 26°37′30″E / 48.26389°N 26.62500°E în nord-vest, un punct situat la 4 km est de satul Mămăliga din Ucraina;
- 45°28′00″N 28°12′50″E / 45.46667°N 28.21389°E în sud-est, un punct situat pe Dunăre, în raza comunei Giurgiulești, la 570 m după confluența cu Prutul.

Frontiera urmează cursul râului Prut până la vărsarea acestuia în Dunăre, precum și o porțiune de 570 m pe fluviul Dunărea.

## Istorie
Până în anul 1812, denumirea istorică Basarabia se aplica numai Bugeacului. Prin Pacea de la București (1812) dintre împărățiile rusească și turcească, teritoriul Principatului Moldova situat la răsărit de râul Prut, pe malul stâng, a trecut în stăpâniera rusească, râul despărțind de atunci noua provincie rusească a Basarabiei de Moldova Occidentală de pe malul drept, rămasă în stăpânirea principatului moldovenesc. În anul 1859, acesta din urmă s-a unit cu Principatul Țării Românești, formând Principatul României.
În anul 1918, în decursul primului război mondial, Sfatul Țării al primei Republici moldovenești a proclamat Unirea Basarabiei cu România, desființând astfel frontiera. Aceasta a fost restabilită conform pactului Hitler-Stalin din 1939, prin care Germania nazistă și URSS s-au înțeles cu privire la anexarea Basarabiei de către sovietici. La 26 iunie 1940, URSS a adresat un ultimatum României în care cerea cedarea Basarabiei și a nordului Bucovinei către URSS, pe motiv că "slăbiciunea militară a U.R.S.S. a trecut în domeniul trecutului". Confruntându-se cu posibilitatea agresiunii militare și a ocupării sovietice, și amenințat cu soarta Poloniei vecine, guvernul României a decis să cedeze teritoriile cerute de URSS.
În iunie 1940 o comisie sovieto-română delimitează frontiera româno-sovietică pe talvegul Prutului. În acel moment, timp de cinci săptămâni, noua RSS Moldovenească cuprindea întreaga Basarabie (delimitată în 1812) și întreaga RASSM (delimitată în 1924 în Podolia) cu o suprafață de 52.710 kilometri pătrați. În august 1940, s-au delimitat noi frontiere între RSS Moldovenească și RSS Ucraineană (din cadrul URSS), transferând 24.460 kilometri pătrați în favoarea celei din urmă, și lăsând astfel celei dintâi o suprafață de 28.250 kilometri pătrați. După Marele Război Patriotic, o nouă delimitare repartizează către RSS Moldovenească 5.593 kilometri pătrați din județul Hotin și din Bugeac, cu micul sat dunărean Giurgiulești, delimitând pentru RSSM o suprafață de 33.843 kilometri pătrați. În 1991, odată cu destrămarea URSS, au fost formate noile state Ucraina și Republica Moldova, care au preluat granițele fostelor republici sovietice. 
Din punct de vedere juridic, frontiera de pe râul Prut:
- a fost considerată drept „ilegală" de trei ori:

1. de domnitorul moldovean Veniamin Costache conform declarației căruia tratatul de la București din 1812 încălca tratatele moldo-otomane antierioare, care garantau integritatea teritorială a principatului Moldovei;
2. în articolul VI du tratatului de la Moscova din 1921 în care puterea sovietică declara «nule și neavenite toate tratatele semnate anterior de Rusia și Turcia», deci implicit și tratatul de la București din 1812;
3. în Declarația de independență a Republicii Moldova[2], care consideră drept o „încălcare a dreptului internațional” atât protocolurile secrete ale Pactul germano-sovietic din 1939 cât și ultimatumul sovietic consecutiv din 26 iunie 1940;

- a fost legalizată oficial în patru rânduri de comunitatea internațională (inclusiv România):

1. la tratatul de pace de la Paris în 1947 ca frontieră româno-sovietică;
2. la data de 28 august 1991 ca frontieră moldo-română prin recunoașterea independenței Republicii Moldova de către România;
3. la data de 8 decembrie 1991 prin recunoașterea CSI (inclusiv RM) de către România;
4. la data de 27 iunie 2014 prin acordul de asociere RM-UE.

În contextul foametei din Basarabia, la sfârșitul anului 1946 – începutul lui 1947, mulți Basarabeni au încercat să treacă Prutul. Împotriva acestui fenomen, șeful Detașamentului 22 de grăniceri sovietici, colonelul Vladimir Pavlovici Așahmanov, dă ordin subalternilor săi, la telefon și în ședințe, să fie necruțători față de cei care vor încerca să treacă frontiera. În privința celor prinși, ordonă ca aceștia să fie executați pe loc, iar față de cei care reușesc să treacă Prutul – să fie urmăriți și împușcați inclusiv pe teritoriul României (atunci ocupată de URSS).

## Puncte de trecere a frontierei
De partea românească, frontiera româno-moldoveană este cuprinsă între localitățile Cuzlău (județul Botoșani) și Galați (județul Galați). De cea moldoveană, se întinde între localitățile Criva și Giurgiulești.
Pe acest sector se află 9 puncte pentru controlul trecerii frontierei, toate în regim de trafic internațional (7 rutiere și 3 feroviare):
- Rădăuți-Prut (BT) - Lipcani (BR) - rutier
- Stânca (BT) - Costești (RS) - rutier
- Sculeni (IS) - Sculeni (UN) - rutier
- Albița (VS) - Leușeni (HN) - rutier
- Oancea (GL) - Cahul (CH) - rutier
- Galați (GL) - Giurgiulești (CH) - rutier
- Ungheni (IS) - Ungheni (UN) - feroviar
- Galați (GL) - Giurgiulești (CH) - feroviar
- Fălciu (VS) - Stoiana (Stoianovka) (CT) - feroviar
- Bumbăta (VS) - Leova (LV) - rutier

## Galerie

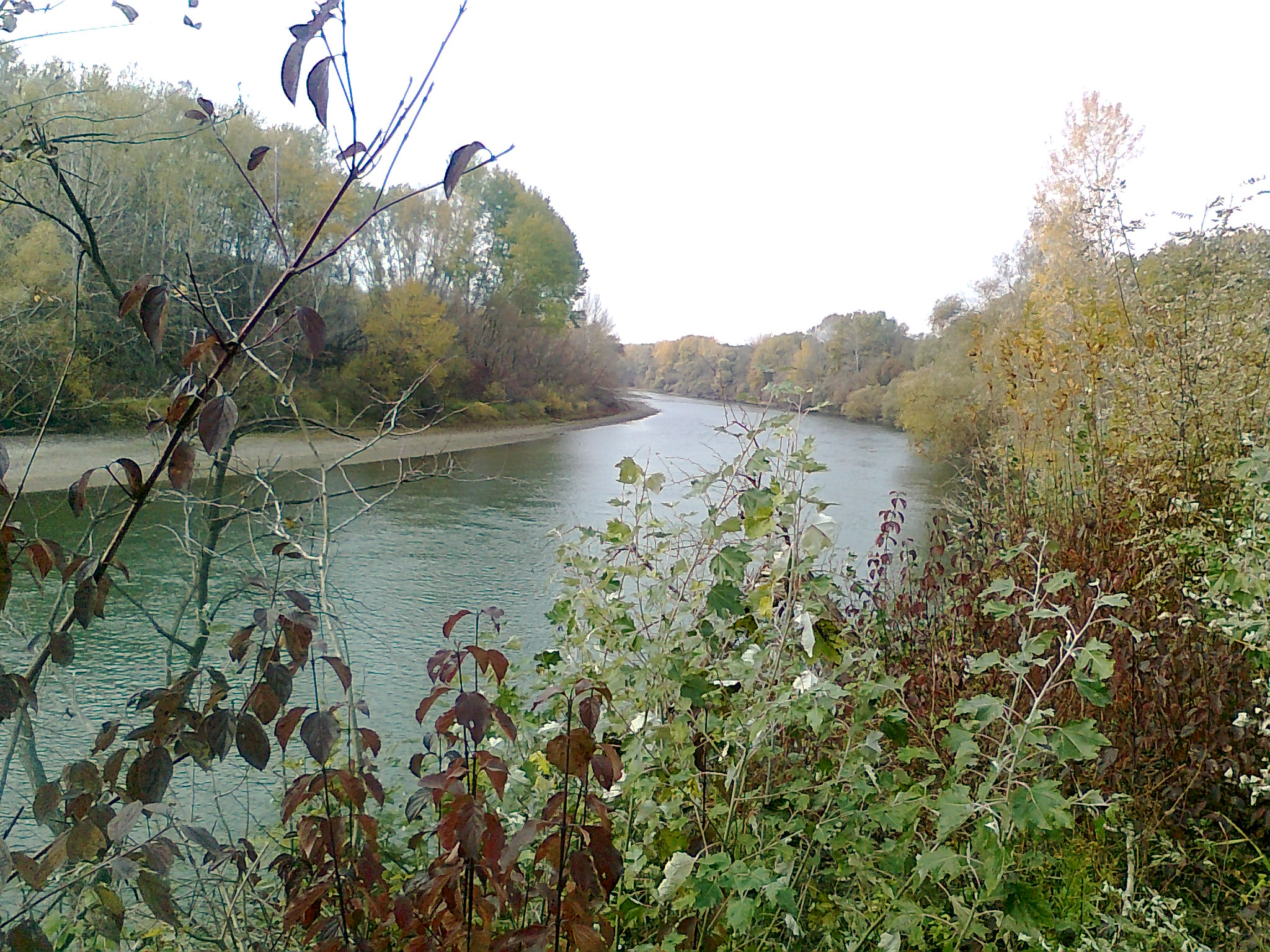
Râul Prut curgând vara între raionul Glodeni (stânga) și județul Botoșani (dreapta)
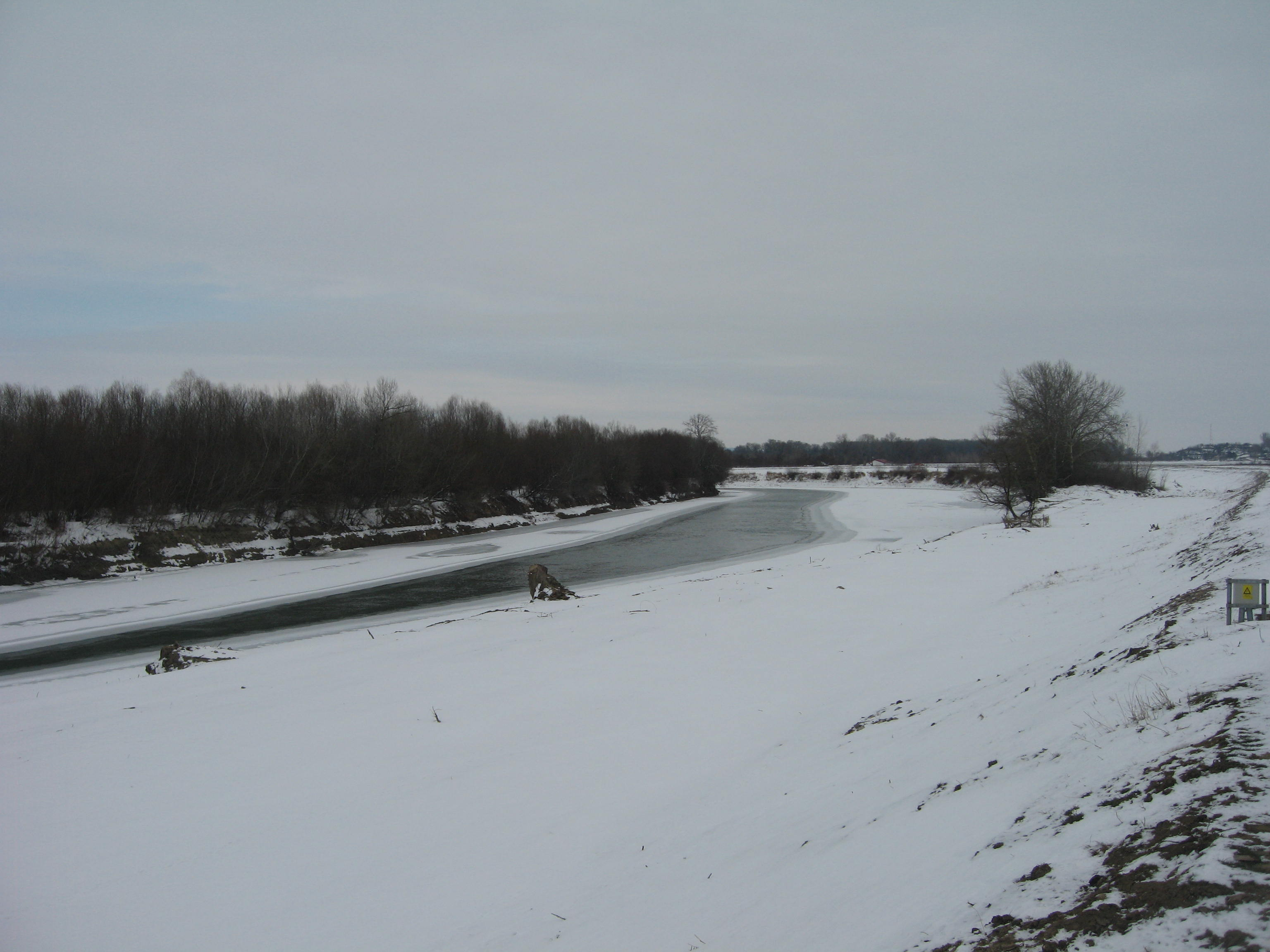
Râul Prut curgând iarna în apropiere de Albița
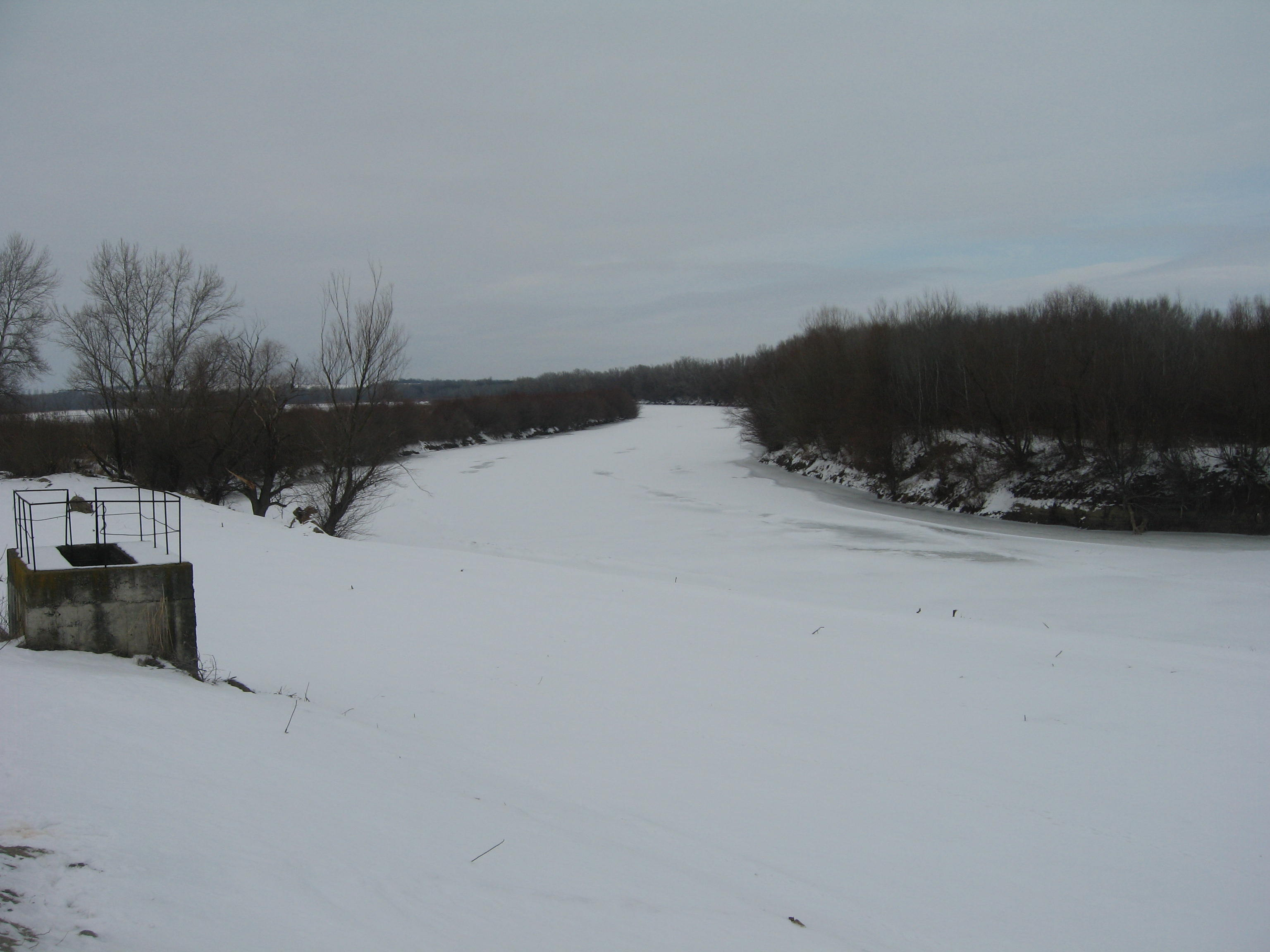
Râul Prut înghețat în apropiere de Albița
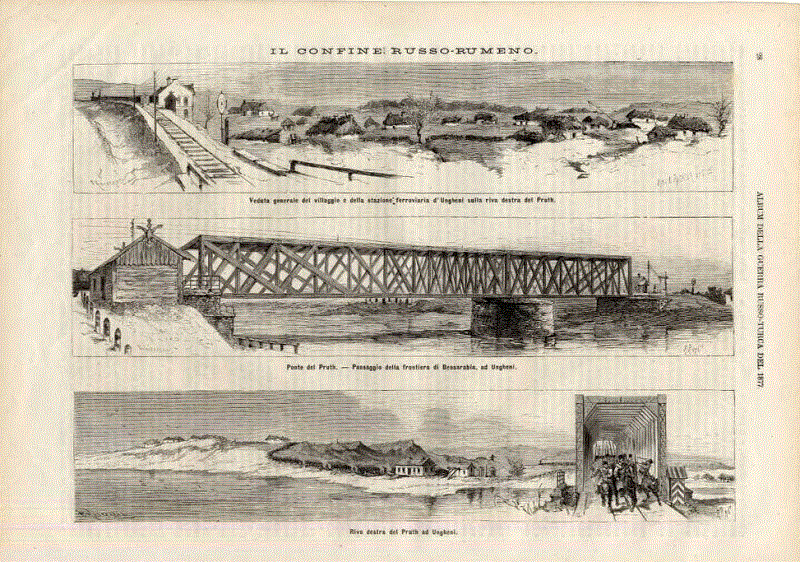
Podul Eiffel de la Ungheni
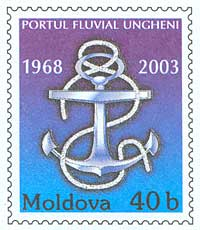
Portul Ungheni
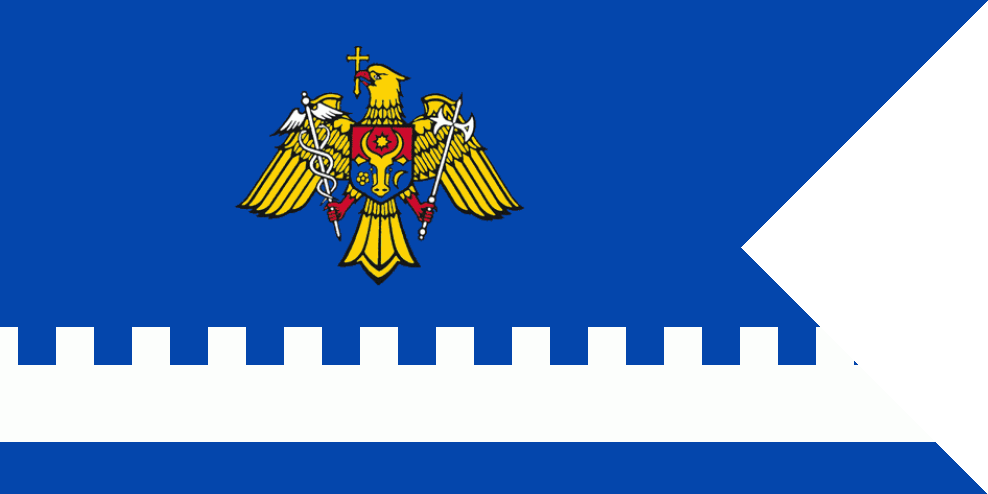
Steagul vameșilor din Republica Moldova
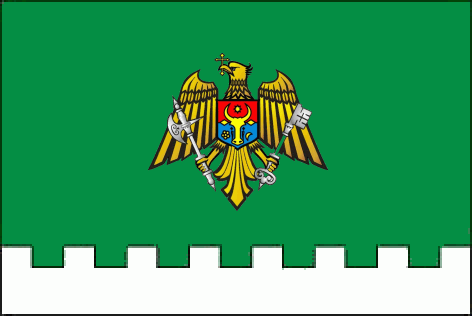
Steagul grănicerilor din Republica Moldova
Steagul Agenției Frontex
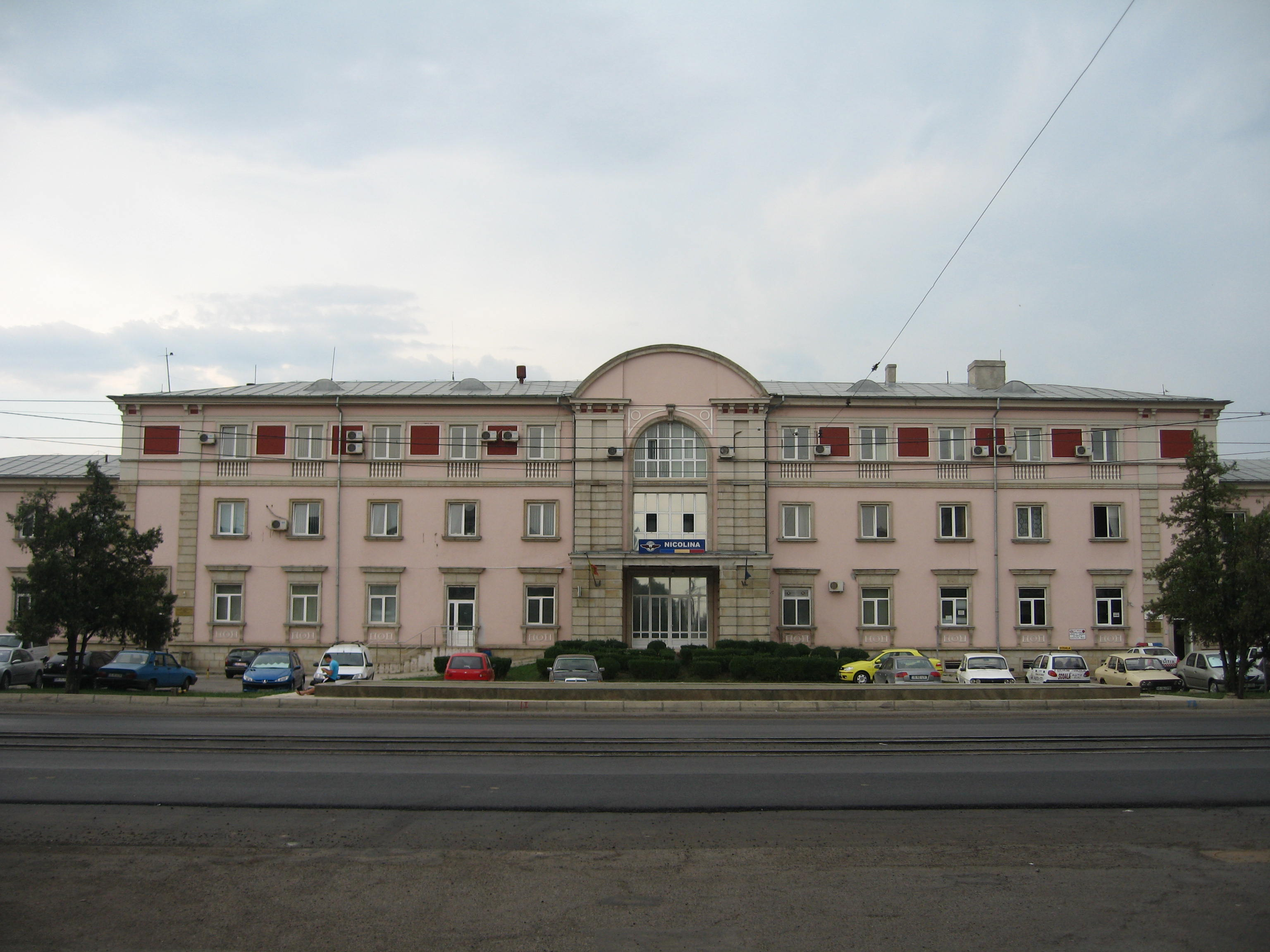
Gara Internațională Nicolina
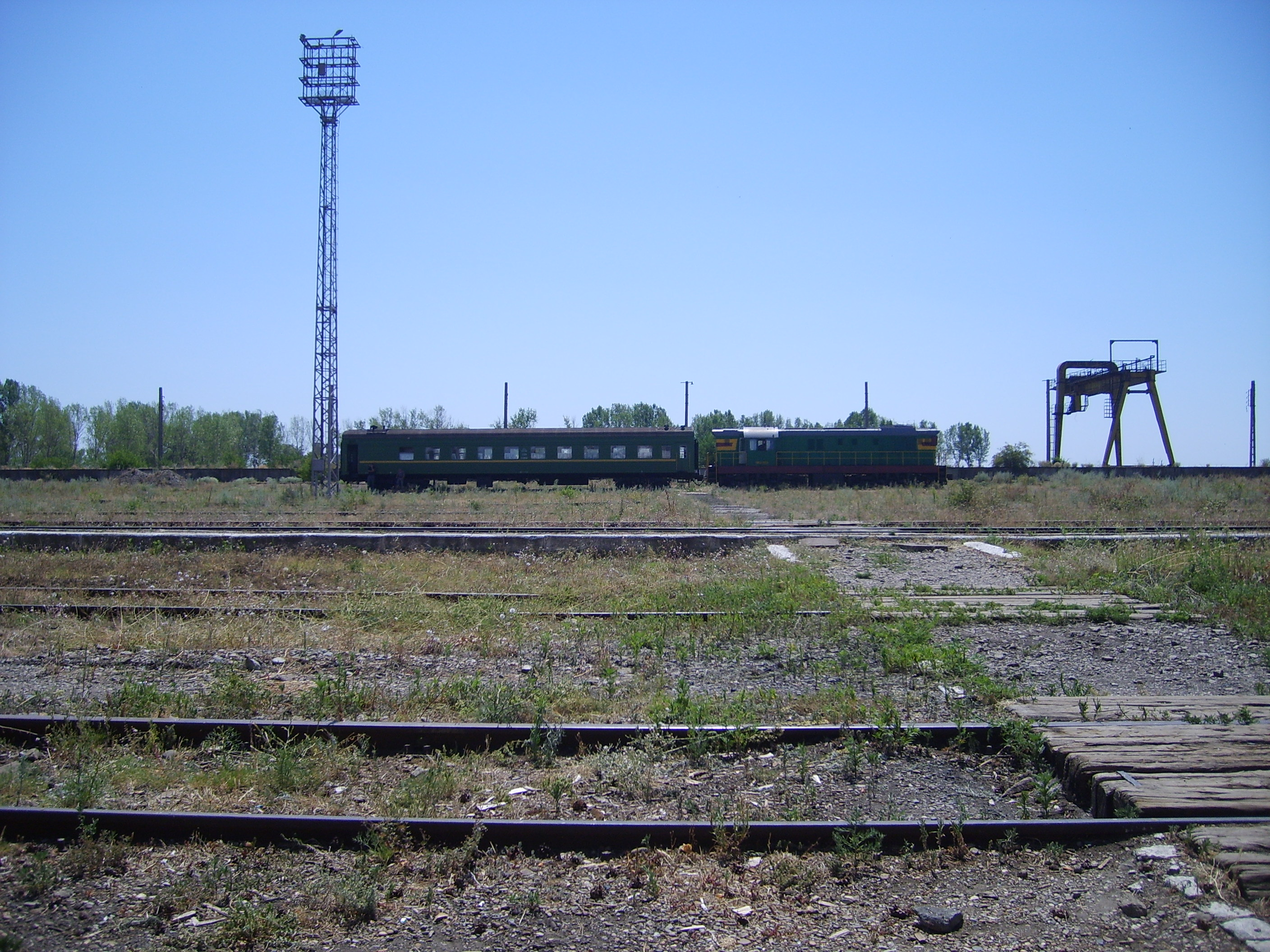
Gara Fălciu, Vaslui